# 59
| 59                 |
| ------------------ |
| Dødsfald - Fødsler |
|                    |

| Gregoriansk kalender | 59 LIX                  |
| Ab urbe condita      | 812                     |
| Armensk kalender     | I/T                     |
| Kinesiske kalender   | 2755 – 2756 戊午 – 己未 |
| Etiopisk kalender    | 51 – 52                 |
| Jødisk kalender      | 3819 – 3820             |
| Hindukalendere       |                         |
| - Vikram Samvat      | 114 – 115               |
| - Shaka Samvat       | N/A                     |
| - Kali Yuga          | 3160 – 3161             |
| Iransk kalender      | 563 BP – 562 BP         |
| Islamisk kalender    | 581 BH – 580 BH         |

Se også 59 (tal)

## Begivenheder
Kejser Nero lader sin mor Agrippina myrde efter forgæves at få hende druknet ved en fingeret skibsulykke.